# 罗库尔 (孚日省)
罗库尔（法語：Rocourt，法語發音：[ʁɔkuʁ] ⓘ）是法国大東部大區孚日省的一个旧市镇，属于讷沙托区。2017年，罗库尔并入市镇托兰库尔。

## 地理
罗库尔（48°6'15"N, 5°44'21"E）面积1.86 平方千米，位于法国大東部大區孚日省，该省份为法国东北部内陆省份，北起默兹省和默尔特-摩泽尔省，西接上马恩省，南至上索恩省和贝尔福地区省，东临上莱茵省和下莱茵省。
与罗库尔接壤的市镇（或旧市镇、城区）包括：穆宗河畔罗济耶尔、维洛特、托兰库尔。

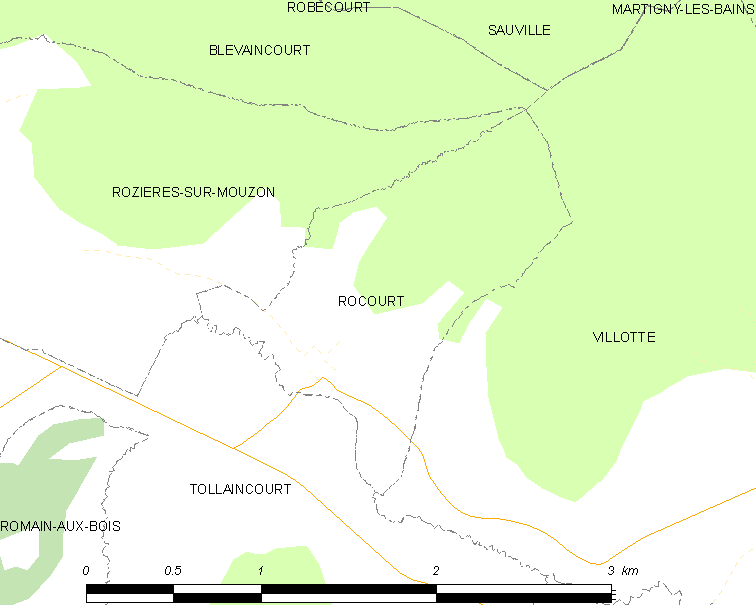
的OSM定位图

罗库尔的时区为UTC+01:00、UTC+02:00（夏令时）。

## 行政
罗库尔的邮政编码为88320，INSEE市镇编码为88392。

## 政治
罗库尔所属的省级选区为达尔内县。

## 人口

1962-2008年间人口变化图示

罗库尔于2013时的人口数量为27人。